# Jaroslav Kovář
Jaroslav Kovář (* 1. Februar 1936 in Brünn, Tschechoslowakei; † 19. April 2001 in Freiburg im Breisgau) war ein tschechischer Maler und Radierer.

## Leben und Werk

### Kindheit und Ausbildung
Kovář wurde als Sohn eines Grafikers und Malers geboren. Er wuchs in einem künstlerischen Milieu auf.
Nach der Heydrich-Ära siedelte die Familie 1943 nach Prag um, wo er die Schule besuchte. Im Alter von vierzehn Jahren entwarf Kovář seine ersten Grafiken. Kovář wollte nach seiner Schulzeit Grafiker werden, erhielt aber von den zuständigen Ämtern keinen Studienplatz zugeteilt, sondern wurde vor die Wahl gestellt, entweder Grubenarbeiter oder Straßenpflasterer zu werden.
Die Prager Kunstgewerbeschule eröffnete 1951 eine zusätzliche Abteilung im Bereich Bildhauerei. Da die Aufnahmeprüfung hier später stattfand als bei anderen Aufnahmeverfahren, bewarb sich Kovář, bestand die Aufnahmeprüfung und wurde zum Studium an der Kunstgewerbeschule in Prag zugelassen. Hier lernte er seine spätere Frau Mirka kennen.
Nach einem Jahr wechselte Kovář in den Bereich Grafik.
Parallel zu den technischen Fächern wurde Kunstgeschichte gelehrt. Während der vierjährigen Ausbildung verbrachte er die Ferien bei seiner Großmutter in Mähren, wo 1953/54 das Landschaftsgemälde „Kaple ma pochodu“ (= „die Laufende Kapelle“) entstand.

### Kunstakademie und Militär
1955 machte er das Abitur mit Auszeichnung. Kovář und sein Freund Boris Soukup wurden dann an der Kunstakademie in Prag angenommen. Soukup wurde aus undurchsichtigen Gründen von der Akademie ausgeschlossen und ging zum Militär. Auch Kovář unterbrach das Studium von 1958 bis 1960 auf eigenen Wunsch, um ebenfalls zum Militär zu gehen.
Die Jahre 1960 bis 1963 verbrachte Kovář wieder an der Kunstakademie und schloss das Studium ab. Im darauffolgenden Jahr durfte er die Ateliers sowie alle Gerätschaften und Materialien benutzen, und es entstanden zahlreiche Werke.

### In Prag
1961 bewarb sich Kovář erfolglos um ein Stipendium, weil die Jury ihn zwar geeignet hielt „für die Kapitalisten [zu] arbeiten, aber nicht für die arbeitende Bevölkerung“. Im selben Jahr heiratete Kovář seine Schulfreundin Mirka. 1968 wurden Kovář und Soukup verhaftet und verhört.
Zwischen 1961 und 1968 entstanden einige abstrakte, vorwiegend großformatige Ölgemälde. In dieser Zeit beschäftigte sich Kovář besonders mit dem Kubismus.
Bereits 1966 reiste Kovář erstmals nach Deutschland, um im Rahmen der Ausstellung „Tschechische Zeichnungen und Grafik“ in Freiburg seine Arbeiten zu zeigen. Allerdings war er nicht offiziell als Ausstellungsteilnehmer in Deutschland, sondern inoffiziell als Begleiter seiner Frau auf einer Busreise durch Deutschland.
Er trat der Vereinigung der tschechischen Grafiker Hollar bei. Die Werke Kovářs wurden in einigen Galerien Prags ausgestellt. Kovářs Arbeit als Buchillustration begann in dieser Zeit und setzte sich auch in den folgenden Jahren fort.
Kovář und seine Frau schlossen sich nie einem der kommunistischen Verbände an.

### In Deutschland
Im Spätsommer des Jahres 1968 verließ das Paar Prag mit dem Risiko, nicht mehr zurückkehren zu können. Sie reisten nach München, wo sie von dem Mäzen und Kunstsammler Franz Anton Morat abgeholt und nach Freiburg gebracht wurden.
Das Ehepaar Morat verschaffte den Flüchtlingen eine Wohnung und regelte die Formalitäten bezüglich der Asylverfahrens.
Im November desselben Jahres war Kovář mit einigen Bildern in der Ausstellung „Palette“ in Freiburg vertreten. Im Frühjahr 1969 stellte er in Saarbrücken aus.
Obgleich Kovář sich – zugunsten der Radierung und der Zeichnung – zunehmend von der Malerei abwandte, blieb er den malerischen Elementen in seinen Werken treu.
Um 1969 befasste sich Kovář mit der Mappe „Acht Radierungen“ zu Aloysius Bertrand „Gaspar de la nuit“.
Alle Blätter sind mit der Handpresse abgezogen, nummeriert und signiert und mit Kaltnadelradierungen und Aquatinta illustriert. Die Texte stammen von Aloysius Bertrand, einem französischen Dichter des Symbolismus.
1968 entdeckte Kovář sein Interesse für die Malerei des Barock. Er schuf Blätter mit Abbildungen von Rahmen, die teilweise leer, teilweise auch mit Darstellungen von Madonnen versehen sind. Mit der Zeit wichen die Rahmen, die Madonnen blieben jedoch weiterhin eins seiner Bildmotive.
Aus diesen Arbeiten entstanden von Ende der 1960er bis Mitte der 1970er Jahre die sogenannten Šlapáci, die einen beachtlichen Bestandteil im Werk Kovářs bilden.
Mit den Šlapáci löste sich Kovář vom Medium Papier und erschloss sich das Arbeiten mit Holz.
Diese Holzbilder sind stark von Bildformen, besonders den Reliefs des Surrealismus inspiriert.
In dieser Zeit entstand auch Drucke und Zeichnungen, sowie Mappen mit unterschiedlichen Texten, die mit Lithografien und Radierungen illustriert wurden. Zu den Madonnen als Motiv kamen als weitere Motive Darstellungen von Hügeln und Türme hinzu, die ihrerseits in die Serie der „Versinkenden Objekte“ übergingen, mit der sich Kovář ab Mitte der 1970er Jahre beschäftigte.
1989 stellte Kovář schließlich das „Portrait von Herrn Herrmann“ fertig, einem Nachbarn, den Kovář täglich, eine Gesichtshälfte beleuchtet, am Fenster sitzen sah. Die weitgehend abstrakten Zeichnungen, die im Zeitraum weniger Jahre zwischen 1987 und 1993 entstanden, waren nicht selten großformatig. Das Thema des Diptychons kehrte einige Male wieder. Vornehmlich zeichnete Kovář in diesen Jahren mit Kreide auf Packpapier, welches er anschließend auf Spanplatten aufzog. Die Zeichnungen wurden oftmals durch den lasierenden Auftrag von Gouache bearbeitet. Stets war die Darstellungsweise malerisch.
In den 1990er Jahren war Kovář um den Austausch tschechischer und deutscher Künstler bemüht, er organisierte zu diesem Zweck zahlreiche Ausstellungen. Im Juni 1992 wurde Kovář zum Ehrenmitglied der Masaryk Akademie der Künste in Prag ernannt. Im selben Jahr erhielt Jarek ein Stipendium, in dessen Rahmen er sich drei Monate im Kloster Cismar aufhielt. Aus diesem Stipendium ging die „Cismar-Mappe“ hervor. Gegen Ende der 90er Jahre, zwischen 1998 und 2000, entstand die Serie „Reflexe“, die fast ausnahmslos aus Radierungen bestand und die sich bis 1999 durchzog. In diesen Radierungen sind die Anfänge der Serie „Reflexe“ erkennbar.
Im Spätsommer des Jahres 1997 erkrankte Kovář ernstlich. Im Dezember 1997 wurde die Mappe Brügel/Kovář vorgestellt. In seinen letzten Lebensjahren sich Kovář mit der Serie „Reflexe“, die aus 32 kleinformatigen Radierungen besteht, befasst.
Zwischen 1996 und 1999 entstand die Mappe „Praha“, die ausschließlich aus originalen Arbeiten und persönlichen Dokumenten besteht. Sie beinhaltet persönliche Notizen, Fotografien, Zeichnungen Skizzen und Collagen, ebenso wie Werke von engen Freunden Kovářs und Zeichnungen seines Vaters, die er neben seine eigenen stellt und bearbeitet, verfremdet, übermalt oder kommentiert. Sie ist in der Sammlung Norbert Hahn, Freiburg, zu besichtigen.
Um 2000 begann Kovář, Zeichnungen und Drucke, die um 1995 entstanden waren, nochmals zu bearbeiten. Hierbei übermalte er eine Hälfte des Blattes mit hellen Gouachefarben, sodass eine starke Trennung des Blattes in zwei Hälften stattfand – eine helle sowie eine dunkle Seite.
Seine letzte fertiggestellte Zeichnung von Anfang 2001 ist kleinformatig, in schwarz und grau gehalten und mit einer gelben Linie durchzogen. Kovář zeichnete hier auf ein von seinem Vater handgeschöpftes und sehr dickes Büttenpapier.
Die Zeichnung ist durchaus auf die Serie, die Kovář „Tanz der weißen Linie“ genannt hat, zurückzuführen.

## Werk
Kovář verfeinerte seine technischen Möglichkeiten und führte die Kunst der Radierung zu einem bis dahin kaum gesehenen, fast malerischen Ausdruck.
Zu seinem malerischens Werk sind neben Gemälden auch seine malerisch geprägte Drucke, Zeichnungen und überarbeitete Blätter zu zählen. 
Einen nicht unwesentlichen Teil seines Schaffens bezog Kovář nicht nur aus der tschechischen Kultur, sondern auch von der Kunst des Barock und des Surrealismus, der in der Tschechoslowakei eine besondere Ausprägung erfahren hatte. Beide kulturhistorischen Bezüge werden schon in der formalen Beschreibung des Werkes von Jaroslav Kovář spürbar: der Barock in der Gestaltung von Licht und Schatten und der dynamischen Raumauffassung, die den Raum nicht über messbare Distanzen und in klaren topografischen Beziehungen festlegt, sondern über das Nachempfinden von Bewegungströmen und dem gefühlsmäßigen Eintauchen in undefinierbare Tiefen Raum erlebbar macht. Und der Surrealismus in der Autonomie der grafischen Mittel, wie Schraffur und Textur, aber auch die Intention, inhaltliche Fixierung und Eindeutigkeit zu vermeiden.

## Methode
Jaroslav Kovář bestand darauf, als Radierer bezeichnet zu werden, und zwar als Radierer im traditionell handwerklichen Sinn. Für ihn stand diese Bezeichnung für eine künstlerische Einstellung, die man mit den Begriffen wie handwerkliche Solidität, Kontinuität, aber auch Aufgeschlossenheit und Sensibilität für Wandel und Entwicklung verbindet. Es erscheint also zunächst einmal sinnvoll, den Blick auf den handwerklichen Aspekt der Radierungen von Jaroslav Kovář zu richten.
Kovář bediente sich ausnahmslos immer derselben Vorgehensweise: er begann mit der Radiernadel, mit welcher er Schraffuren in den Ätzgrund zeichnete, danach wechselte er zur Aquatinta, ohne bis zum endgültigen Abschluss der Arbeit die Nadel auch nur einmal wieder in die Hand zu nehmen.
Die Abfolge der handwerklichen Vorgehensweise entspricht der Gliederung des Gestaltungsprozesses. Am Anfang steht der denkbar größte Kontrast zwischen Schraffur und Flächenätzung. Bereits hier bemerkt man, wie offen Kovář den Begriff des traditionellen Handwerks verstand. Denn, um Strich und Fläche in einem Arbeitsgang überhaupt ätzen zu können, löste Kovář den Ätzgrund für die Strichätzung an den bislang unbearbeiteten Stellen mit Pinsel und Lösungsmittel auf und legte die solchermassen behandelte Platte ohne die für die Aquatinta unerlässliche Körnung in die Säure, was in der traditionellen Radierung möglichst vermieden wurde. Auf diese Weise entstehen typische Spuren von Pinselstrichen, die, ohne Aquatinta-Korn geätzt, großflächig lediglich ein Hellgrau und partiell höchstens einen mittleren Dunkelwert aufweisen. So sind auf den ersten Zustandsdrucken neben der Strichätzung der Schraffuren durchgängig mehr oder weniger zufällige von Pinselspuren strukturierte Flächen zu sehen. Zwischen dem ersten Zustandsdruck und der endgültigen Bildlösung lagen in der Regel über zwei bis fünf Zustandsdrucke. In der letzten Phase fasste Kovář meist mit großflächigem Aquatinta einzelne Partien in einer zwar differenzierten aber einheitlichen Dunkelheit zusammen, um den Kontrast des Gesamtbildes zu steigern bzw. um die räumliche Situation eindeutiger zu charakterisieren.
So festgelegt die Abfolge der Arbeitsschritte auch sein mag, während der Arbeit an der Platte reagierte Kovář unmittelbar mit Empfindung und künstlerischem Kalkül auf die sich ständig verändernde Situation. Ein umfangreiches Repertoire an graphischen Ausdrucksmitteln und die handwerkliche Erfahrung mit der Radierung eröffneten ihm dabei eine große Freiheit an Entscheidungsmöglichkeiten. Die Bandbreite der Schraffur-Formen in seinem Werk verblüfft. Darüber hinaus entwickelte er aus der spezifischen Eigenart der Schraffuren jeweils vermittelnde, differenzierte Formen, was zu einer völlig neu erscheinenden grafischen Textur führte.
Jaroslav Kovář erledigte grundsätzlich alle Arbeiten an und mit der Radierplatte selbst, vom Polieren der Zinkplatte, dem Auftragen des Ätzgrundes mit einer hauchdünnen, elastischen Schicht Asphaltlacks bis zum Drucken.

## Werke in Sammlungen
- Graphische Sammlung der Nationalgalerie Prag
- Museum für Bildende Kunst, Cheb
- Morat-Institut für Kunst und Kunstwissenschaft, Freiburg
- Sammlung Norbert Hahn, Freiburg
- Museum für Neue Kunst, Freiburg
- Bayerische Staatsbibliothek, München
- Herzog August Bibliothek, Wolfenbüttel
- Gedenkstätte der Nationalliteratur, Prag

## Kunst im öffentlichen Raum
- Kunst am Bau: CLUA (Chemische Landesuntersuchungsanstalt); Mehlwaage, Freiburg im Breisgau

## Illustrationen
- Illustration des Gedichtbands Blumen des alten Korea von Libor Koval, Verlag Kunst und Literatur 1986, ISBN 3-925591-08-7.
- Illustration des Gedichtbands Dvanáct listů z kalendáře(Zwölf Blätter vom Kalender), Verlag H&H 1996, ISBN 80-85787-95-4.
- Illustration des Romans Chov (Aufzucht) von Kenzaburó Oé, Nobelpreisträger für Literatur 1994, Verlag H&H 1999, ISBN 80-86022-40-4.

### Film über Kovář
- Film Kunst der Gegenwart, Jaroslav Kovář, 1996, Produktion Marquardt Ausstellungen München

## Ausstellungen und Stipendien
- 1964 Museum Olmütz (mit seinem Vater)
- 1964 „Junge Künstler aus der CSSR“ im Lincoln Centre, New York (USA)
- 1965 Akademie der Künste, West-Berlin
- 1966 „Tschechische Zeichnung und Graphik“, Freiburg
- 1968 „Junge Graphik aus der CSSR“, Hamburg
- 1968 Retrospektive, Stadthalle Freiburg (Einzelausstellung)
- 1969 Galerie Elitzer, Saarbrücken (Einzelausstellung)
- 1971 Sammlung Morat, Galerie Kaiser, Freiburg
- 1971 Baden Württembergischer Künstlerbund, Emmerich, Hagen, Las Palmas
- 1973 Galerie Wallenstein, Kiel (Einzelausstellung)
- 1973 Städtische Galerie Fulda (Einzelausstellung)
- 1974 Galerie an der Brücke, Säckingen (Einzelausstellung)
- 1979 Stipendiat der Aldegrever Gesellschaft
- 1981 Sala di Arte Caja Insular de Ahorros, Las Palmas (ES) (Einzelausstellung)
- 1982 Galerie Hagenring, Hagen (Einzelausstellung)
- 1984 Internazionale Biennale Della Grafica, Nago – Torbole (IT)
- 1985 Katholische Akademie, Freiburg (Einzelausstellung)
- 1986 Georg-Scholz-Haus, Waldkirch (Einzelausstellung)
- 1987 Selest Art Regio 87, Locaux du Cedric, Sélestat (FR)
- 1987 PUG – Uni-Center / Kirchforum, Bochum (Einzelausstellung)
- 1987 Villa Berberich, Bad Säckingen
- 1991 La Galeria del Club Prensa, Las Palmas (ES) (Einzelausstellung)
- 1991 „Radierungen“, Galerie für Bildende Kunst Cheb (CZ) (Einzelausstellung)
- 1991 The European Trienal Competition of non Tradition Graphic, Prag (CZ)
- 1991 Ehrenmitglied der Masaryk Akademie der Künste, Prag (CZ)
- 1992 Kunstverein March (Einzelausstellung)
- 1992 40 Jahre Baden-Württemberg
- 1992 Morat-Institut für Kunst und Kunstwissenschaft (Einzelausstellung)
- 1992 Galerie Rasche, Freiburg (Einzelausstellung)
- 1993 Stipendiat des Landes Schleswig-Holstein, Kloster Cismar
- 1993 „Graphiken“, Galerie Hollar, Prag (CZ) (Einzelausstellung)
- 1993 Exposition de l´association de la gravure tcheque, Paris, Epinay-sur Seine (FR)
- 1993 Stipendiaten – Künstlerhaus Cismar, Brunswiker Pavillon, Kiel
- 1994 „Schwarze Kunst der Graphik“, Waldkirch
- 1994 XIV. Mini Print International, Cadaques (ES)
- 1995 „Vier Radierer“, Museum Offenburg und Galerie Fronta, Prag (CZ)
- 1996 Jubilare 1996, Galerie Hollar, Prag (CZ)
- 1996 XVI. Mini Print International, Cadaques (ES)
- 1996 Zeichnungen und Graphik, Galerie Marquardt, München (Einzelausstellung)
- 1997 Internationale Print Triennale, Kairo (Ägypten)
- 1997 „Farbige Zeichnungen und Graphik“, Galerie Rasche, Freiburg (Einzelausstellung)
- 1998 Vereinigung Hollar, Altes Rathaus Prag (CZ)
- 1998 „Zwischenhoch“, Künstler Werkstatt Mehlwaage, Freiburg
- 1998 Tschechische Kulturtage, Staufen
- 1998 Zeichnungen, Galerie für Bildende Kunst, Cheb (CZ) (Einzelausstellung)
- 1999 „Radierer aus Freiburg“, Kunstverein Germersheim
- 2000 „Radierung und Zeichnung“, Kunstverein March (Einzelausstellung)
- 2000 Kunstmappe PRAHA, Morat-Institut für Kunst und Kunstwissenschaft, Freiburg (Einzelausstellung)
- 2000 I. Internationale Biennale der Zeichnung, Pilsen (CZ)
- 2000 Beteiligung an der Jahresausstellung des Künstlerbundes Baden-Württemberg
- 2001 Jubilare 2001, Galerie Hollar, Prag (CZ)
- 2001 „Zeichnungen“, Kunstverein Kirchzarten (Einzelausstellung)
- 2002 50 Jahre Tschechische Graphik, Galerie Mánes, Prag (CZ)
- 2002 „Dialog“, Tschechisches Kulturzentrum, Dresden (mit E. Ranný Jun.)
- 2002 „Zeichnungen und Radierungen“, Galerie K, Staufen (Einzelausstellung)
- 2004 „Künstler der Galerie“, Galerie K, Staufen
- 2006 „Čepelák – Kovář – Maier“, Galerie K, Staufen
- 2006 „Die Kunst der Radierung“, Museum für Moderne Kunst, Freiburg (Einzelausstellung) und Museum für Bildende Kunst, Cheb (CZ) (Einzelausstellung)
- 2007 Mappenwerke, Künstler Werkstatt L6, Freiburg (Einzelausstellung)
- 2007 25 Jahre KreisKunst, Landkreis Breisgau-Hochschwarzwald
- 2008 „Inventur - Zeitgenössische Radierung in Deutschland“, Kunstverein Reutlingen
- 2009 „Inventur - Zeitgenössische Radierung in Deutschland“, Pablo Picasso Museum, Münster
- 2009 „Zeichnung und Skulptur: Kovář / Mutter / Bollin“, Haus der Modernen Kunst, Staufen
- 2010 „Sommerausstellung – Künstler der Galerie“, Haus der Modernen Kunst, Staufen
- 2011 „Schneekristalle“, Galerie von Maltzahn, München (Januar 2011)
- 2011 „Kovář / Peterka“, Galerie Hollar, Prag (CZ) (Juni–Juli 2011)
- 2011 „Jaroslav Kovář / Heinrich Mutter / Walter Schelenz“, Haus der Modernen Kunst, Staufen (November 2011 – Januar 2012)
- 2012 „Sommerausstellung. Künstler der Galerie“, Haus der Modernen Kunst, Staufen
- 2013 „Risz / Zeichnung“, Künstlerwerkstatt L6 e.V. Freiburg

## Film
- Kunst der Gegenwart, Jaroslav Kovář. 1996, Produktion Marquardt Ausstellungen München